# كريستيان أندرسن (لاعب كرة قدم)
كريستيان أندرسن (بالدنماركية: Christian Andersen)‏ (28 سبتمبر 1944 في الدنمارك - ) هو مدرب كرة قدم ولاعب كرة قدم دانمركي في مركز الوسط. شارك مع منتخب الدنمارك تحت 21 سنة لكرة القدم ومنتخب الدنمارك لكرة القدم. أما مع النوادي، فقد لعب مع سانت خيلويزي وسيركل بروج ونادي بولدكلوبين 1903 ونادي لوريان وAkademisk Boldklub ‏.

## وصلات خارجية
- كريستيان أندرسن على موقع قاعدة بيانات كرة القدم.إي يو (الإنجليزية)
- كريستيان أندرسن على موقع ناشيونال فوتبول تيمز (الإنجليزية)